# ACMV Be 4/4
Die Be 4/4 sind sechs meterspurige vierachsige Elektrotriebwagen, die 1981 von den Ateliers de constructions mécaniques de Vevey (ACMV) an die Chemin de fer Bière–Apples–Morges (BAM) und Chemin de fer Yverdon–Ste-Croix  (YSteC) geliefert wurden.

## Beschreibung

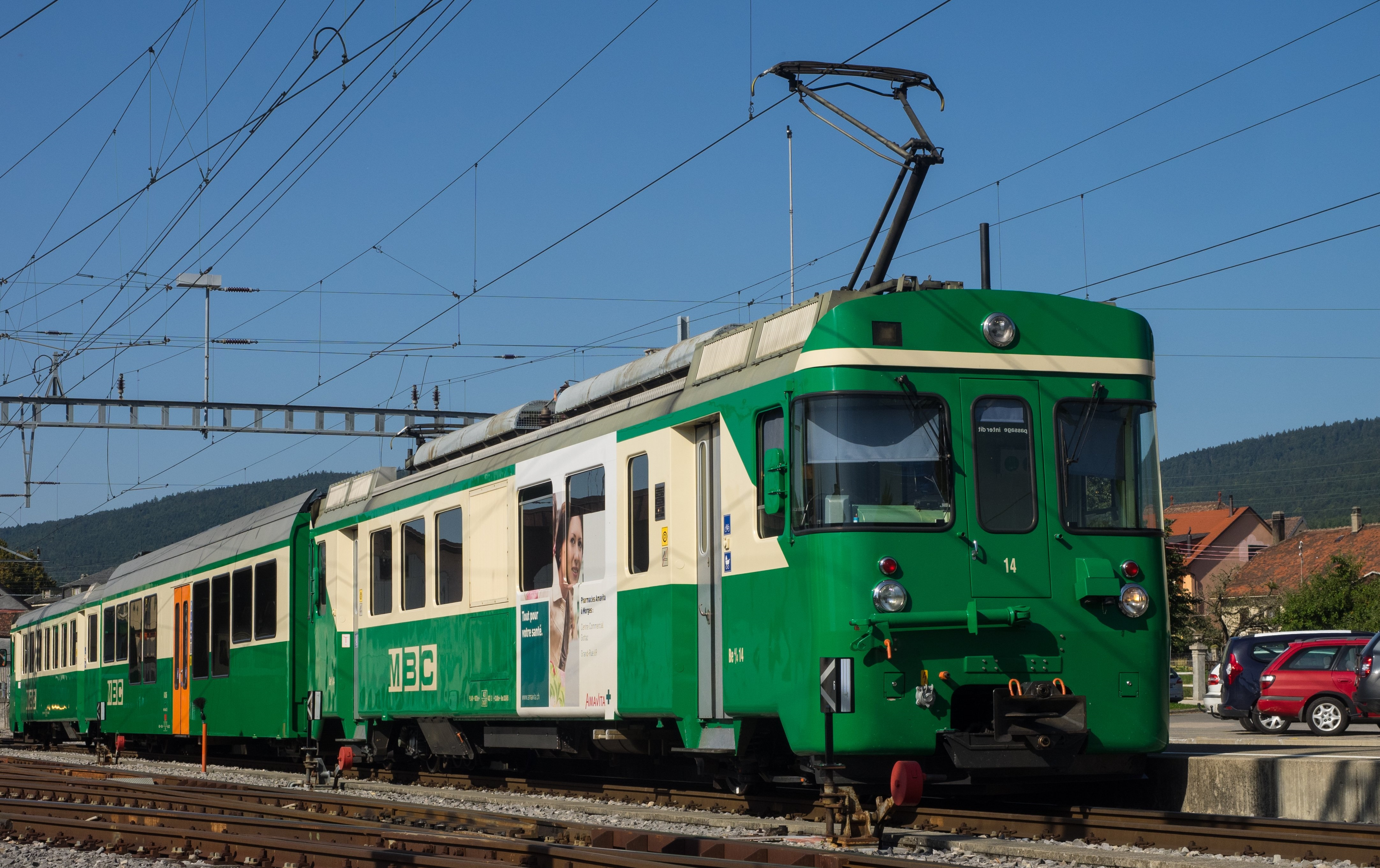
Be 4/4 14 der BAM in Bière, 2015

1978 bestellten die BAM und die YSteC je drei Triebwagen Be 4/4 11–13 bzw. 1–3. 1980 konnte die Bestellung um fünf passende Steuerwagen Bt 51–53 (BAM) und 51–52 (YSteC) ergänzt werden.
Mit ihrer Leistung von 780 kW und einem Dienstgewicht von 44 Tonnen sind sie auch zur Beförderung schwerer Rollbock-Züge geeignet. Die zulässige Anhängelast beträgt 200 Tonnen auf 35 Promille Steigung. Wegen der Übernahme der Sécheron-Werke durch die Brown, Boveri & Cie. wurde die elektrische Ausrüstung in Oerlikon montiert.
Die Steuerwagen wurden 1982 ausgeliefert.

## Änderungen

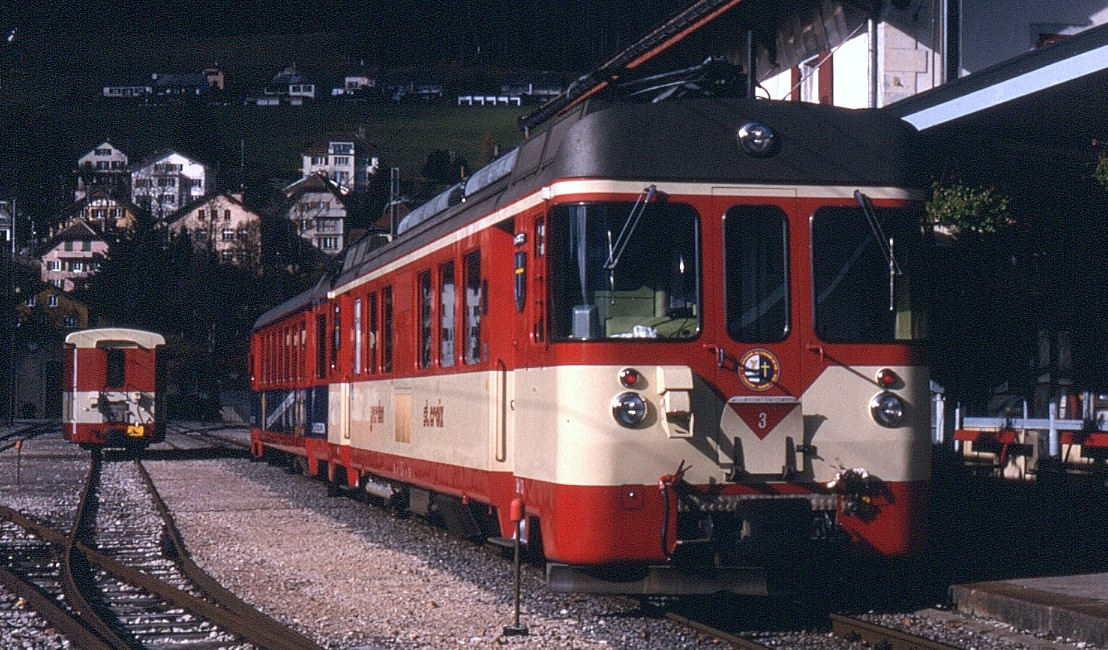
Be 4/4 14 der YSteC in Ste-Croix, 1998

Da der Triebwagen 13 an verschiedenen Unfällen beteiligt war, wurde er aus Aberglaube umnummeriert. Er erhielt nach einem Brand und der Wiederinstandstellung 1983 die Nummer 14. 1984 wurden die +GF+-Kupplungen an den Trieb- und Steuerwagen der BAM geändert, um das selbsttätige Kuppeln auch in den Kurven zu ermöglichen.
2003 änderte die BAM ihren Namen in Transports de la région Morges–Bière–Cossonay (MBC).
Der aus dem Be 4/4 3 und Bt 52 bestehende Pendelzug der Travys, zu denen die YSteC 2001 fusionierte, wurde im November 2004 von der BAM übernommen. Der Triebwagen steht mit unverändertem Anstrich und demontierten Wappen, aber mit +GF+-Kupplung und der Betriebsnummer 15 bei der neuen Eigentümerin im Einsatz. Der Steuerwagen, der bei der BAM die Nummer 54 erhielt, steht in der anderen Richtung als die Bt 51–53, weil die Vielfachsteuerleitung bei den Travys anders montiert wurde.
Der Be 4/4 2 der YSteC wurde am 2. Oktober 2015 beim Eisenbahnunfall von Trois-Villes stark beschädigt und daraufhin im Dezember 2016 abgebrochen.

## Namen, Wappen und Anstrich

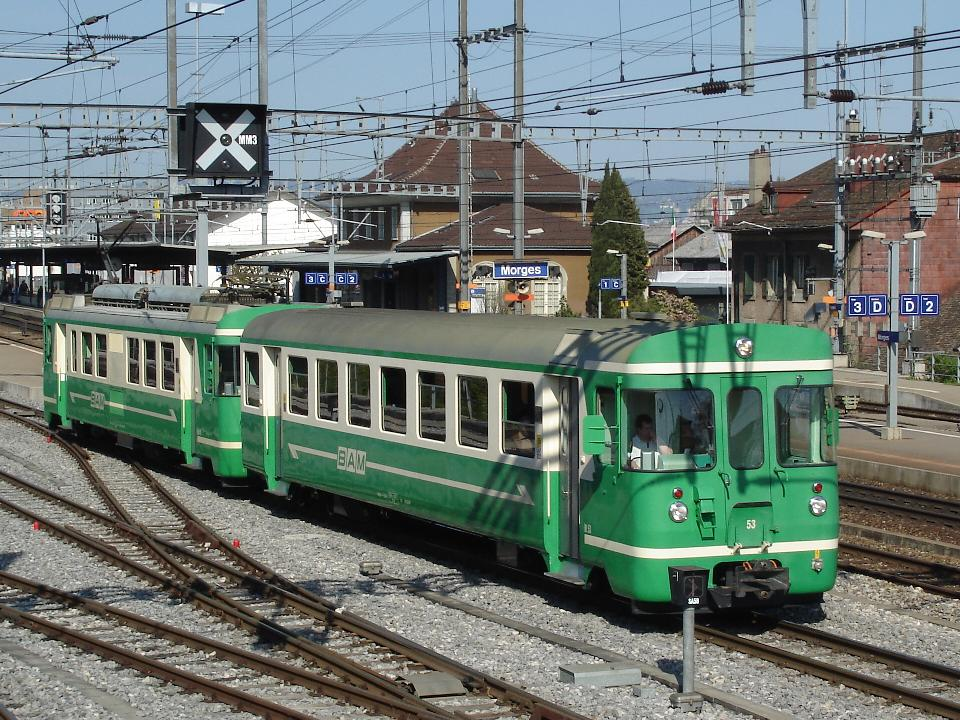
Be 4/4 12 und Steuerwagen Bt 53 mit BAM-Lackierung in Morges, 2007

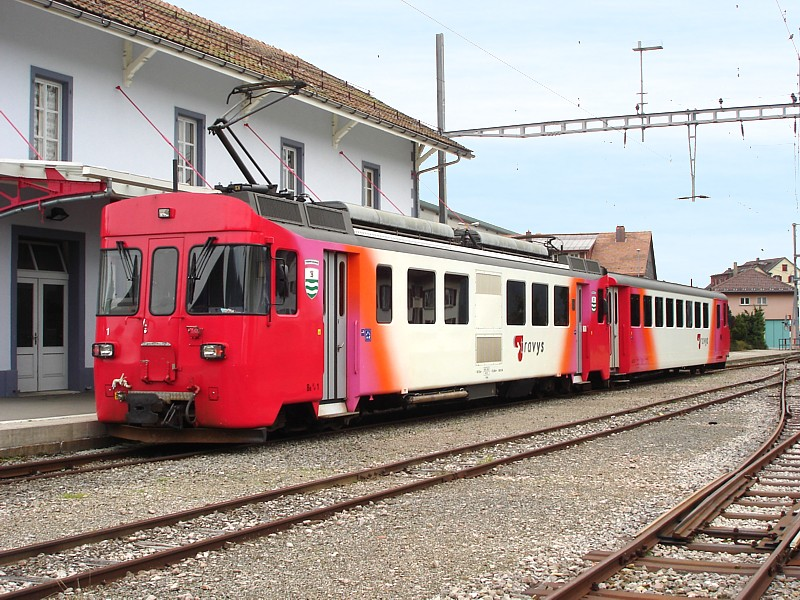
Pendelzug mit Be 4/4 1 im Anstrich der Travys in Ste-Croix, 2006

| Eigentümerin | Nr.        | Name              | Anstrich             |
| ------------ | ---------- | ----------------- | -------------------- |
| Travys       | 1          | Yverdon-les-Bains | rot/weiss (Travys)   |
| Travys       | 2          | Baulmes           | rot/weiss (Travys)   |
| Travys       | 3          | Sainte-Croix      | orange/weiss (YSteC) |
| MBC          | 11, 12, 14 | −                 | gelb/grün (BAM/MBC)  |
| MBC          | 15         | –                 | orange/weiss (YSteC) |

## Weitere Bilder

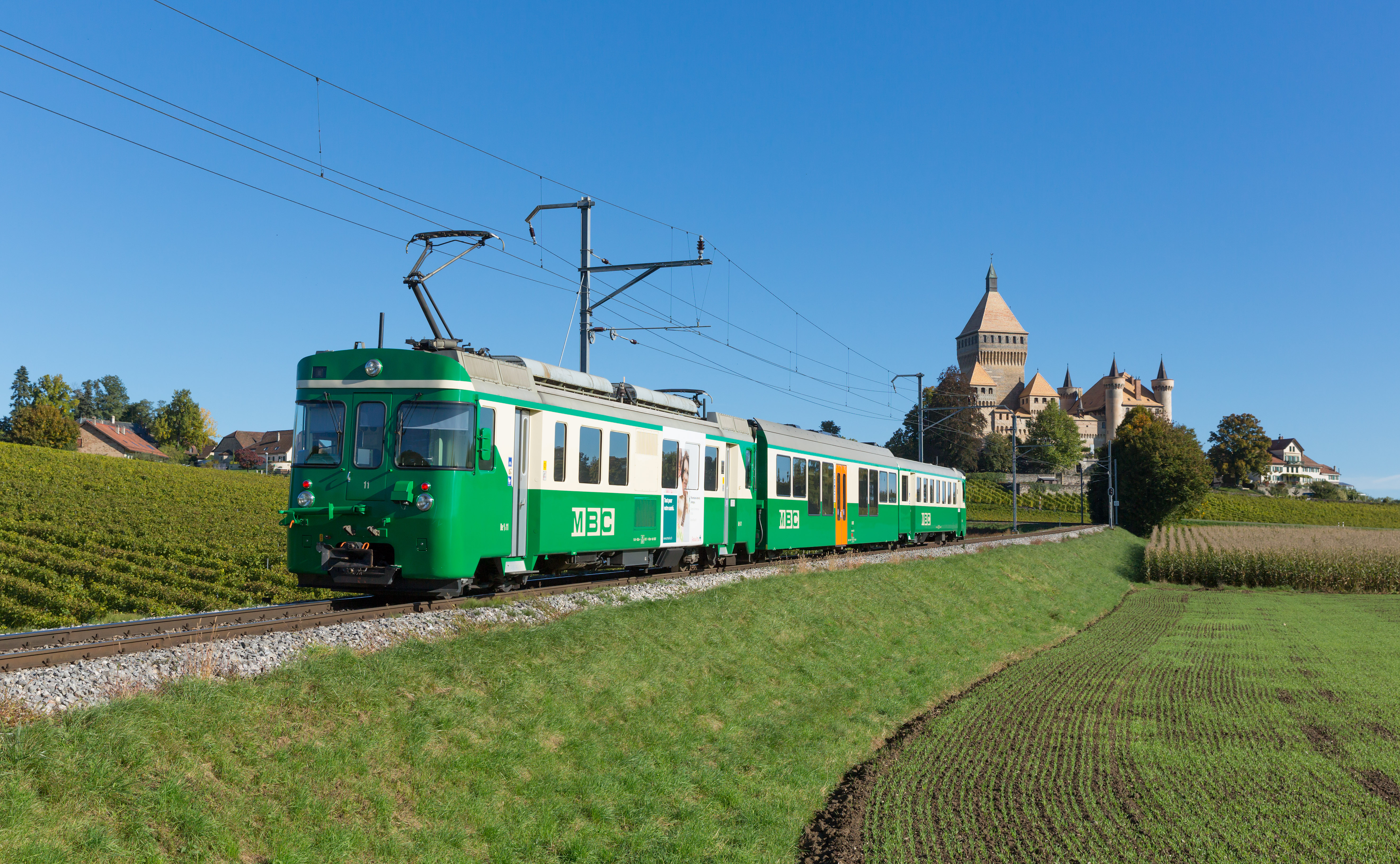
Pendelzug der MBC mit Be 4/4 und Niederflur-Zwischenwagen beim Schloss Vufflens, 2013
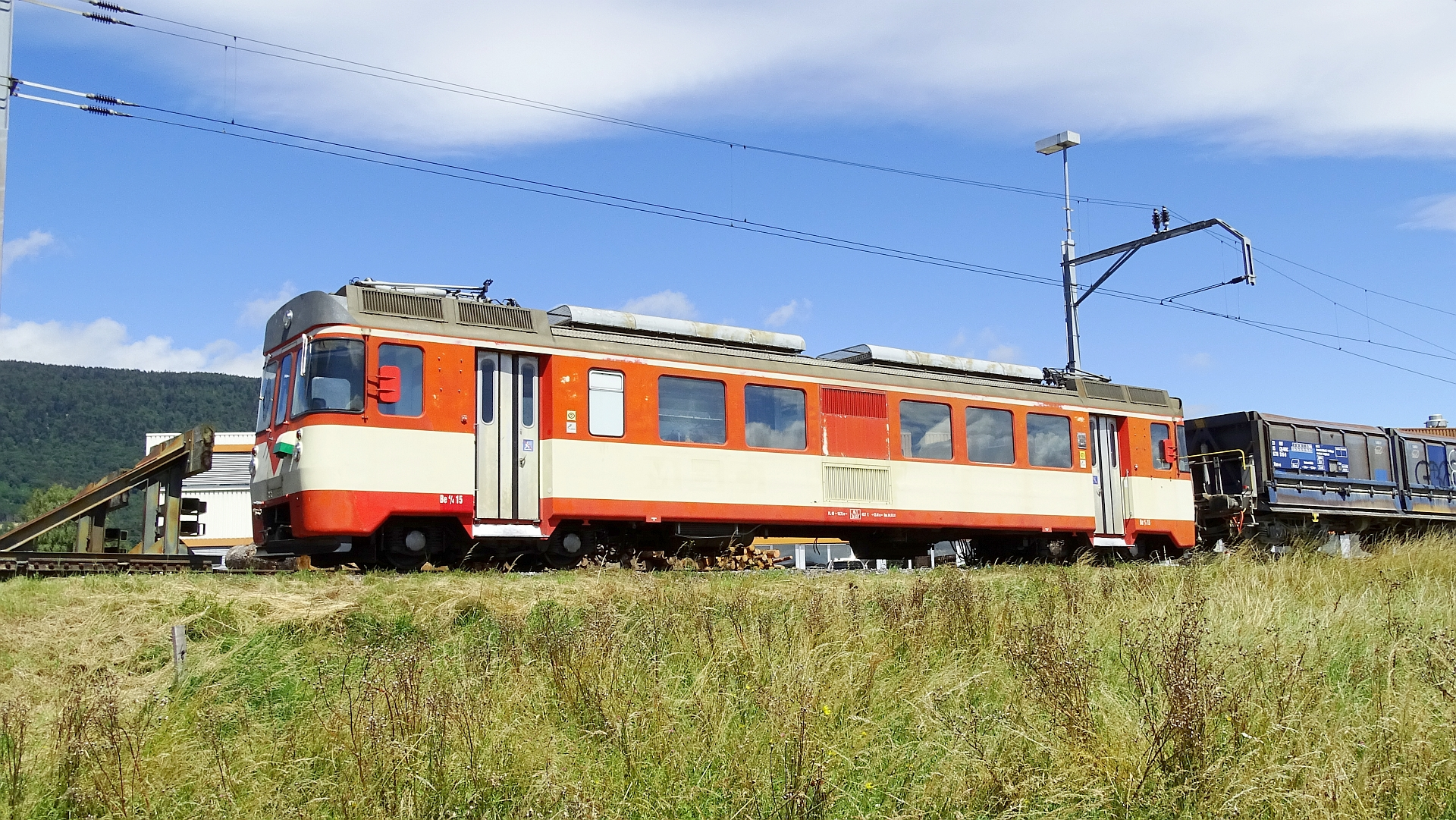
Be 4/4 15 der MBC mit Rollbock-Zug in Bière, 2020
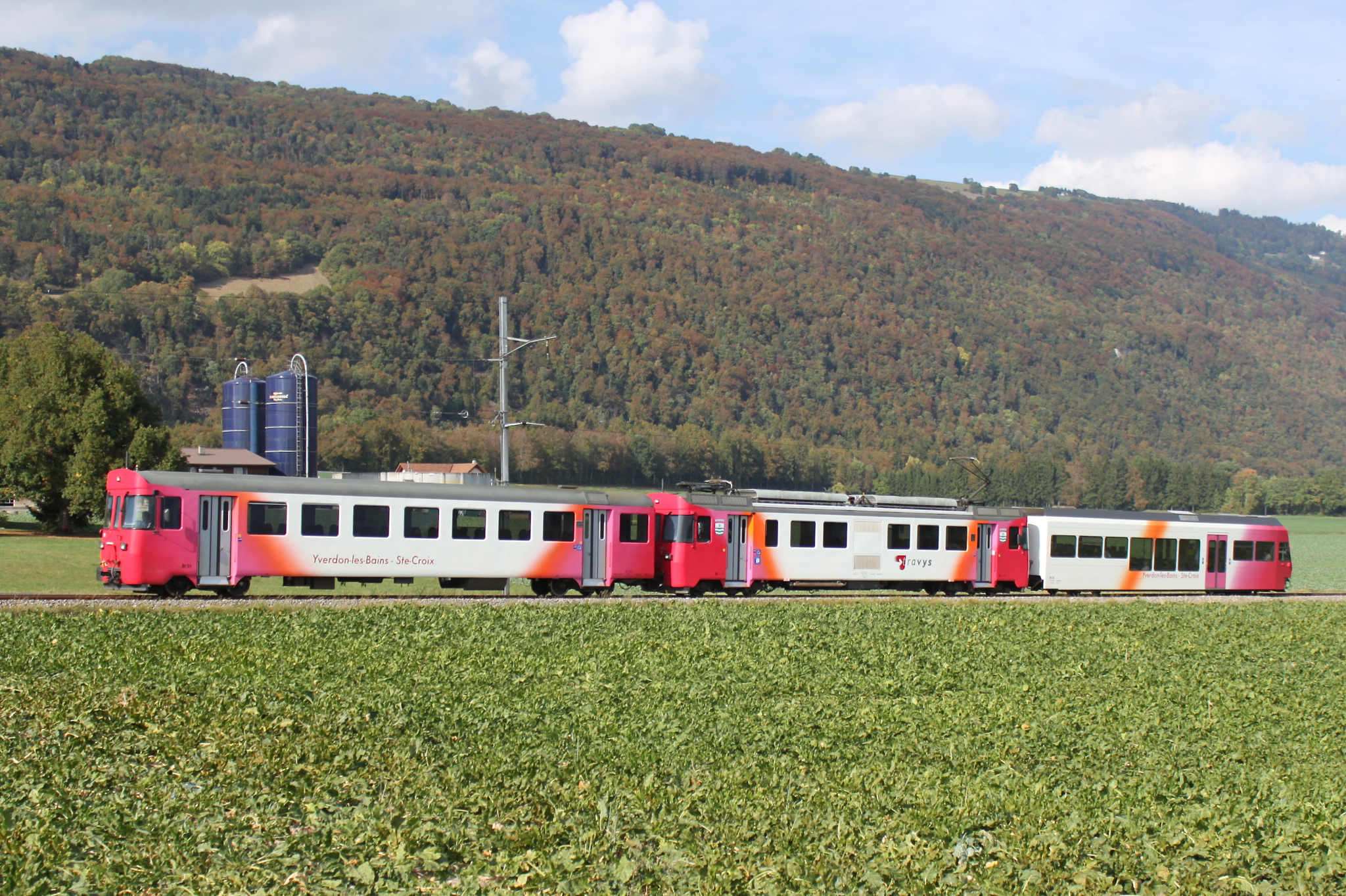
Steuerwagen Bt 51, Triebwagen Be 4/4 1 und Niederflur-Steuerwagen Bt 55 der Travys bei Vuiteboeuf, 2009
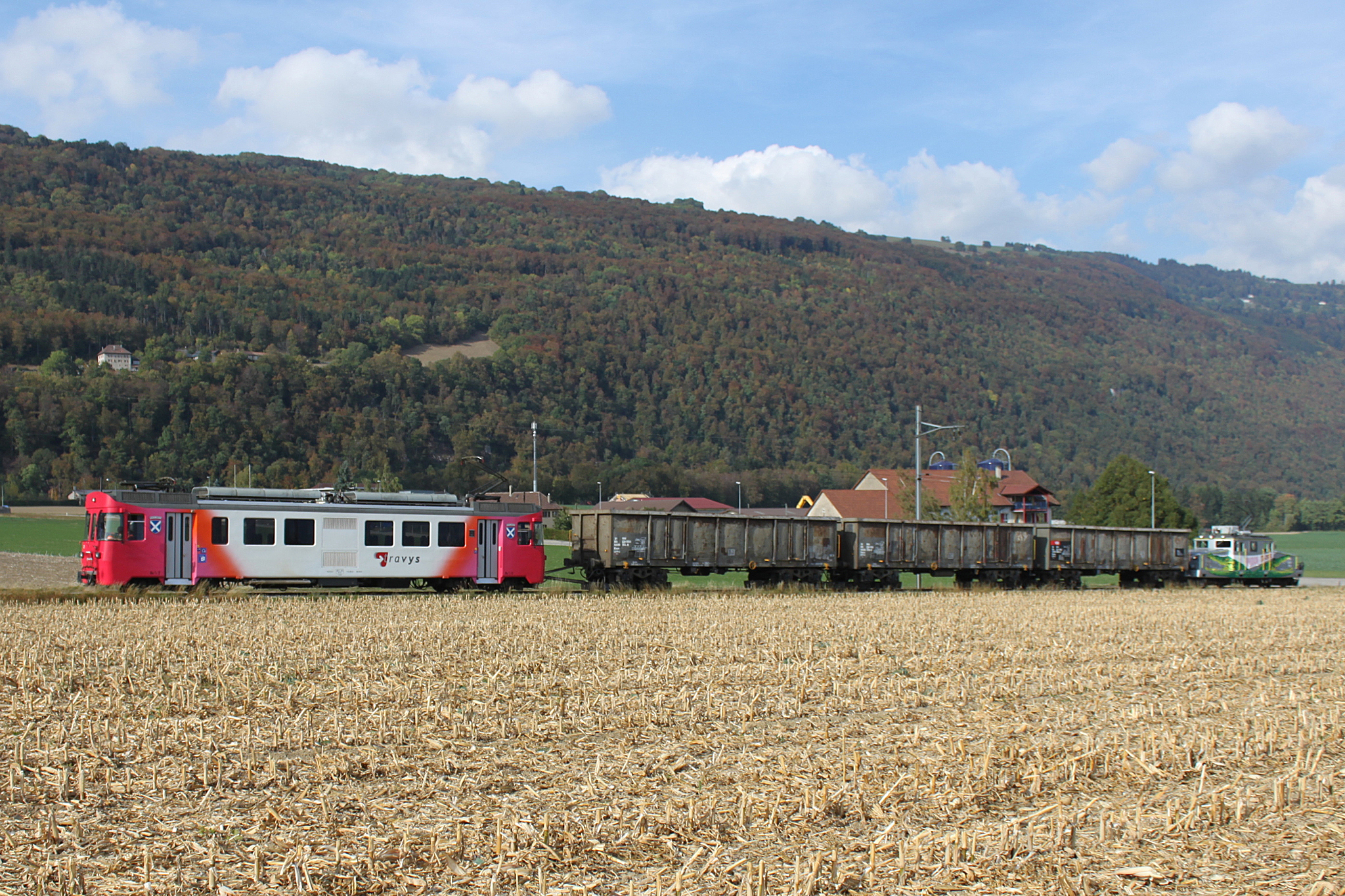
Be 4/4 2 der Travys mit aufgebockten Normalspur-Güterwagen bei Vuiteboeuf, 2009